# Cimetière du mémorial des Nations unies en Corée
Le cimetière du mémorial des Nations unies en Corée est un cimetière militaire  situé dans la ville de Busan en Corée du Sud. 

## Histoire du cimetière
Ce cimetière fut créé le 18 janvier 1951 pour enterrer des combattants du Commandement des Nations unies en Corée tués lors de la guerre de Corée. Avec 2 300 soldats qui y sont enterrés, il s'agit du seul cimetière de l'Organisation des Nations unies au monde avec son transfert officiel à cette organisation en 1955.

## Galerie

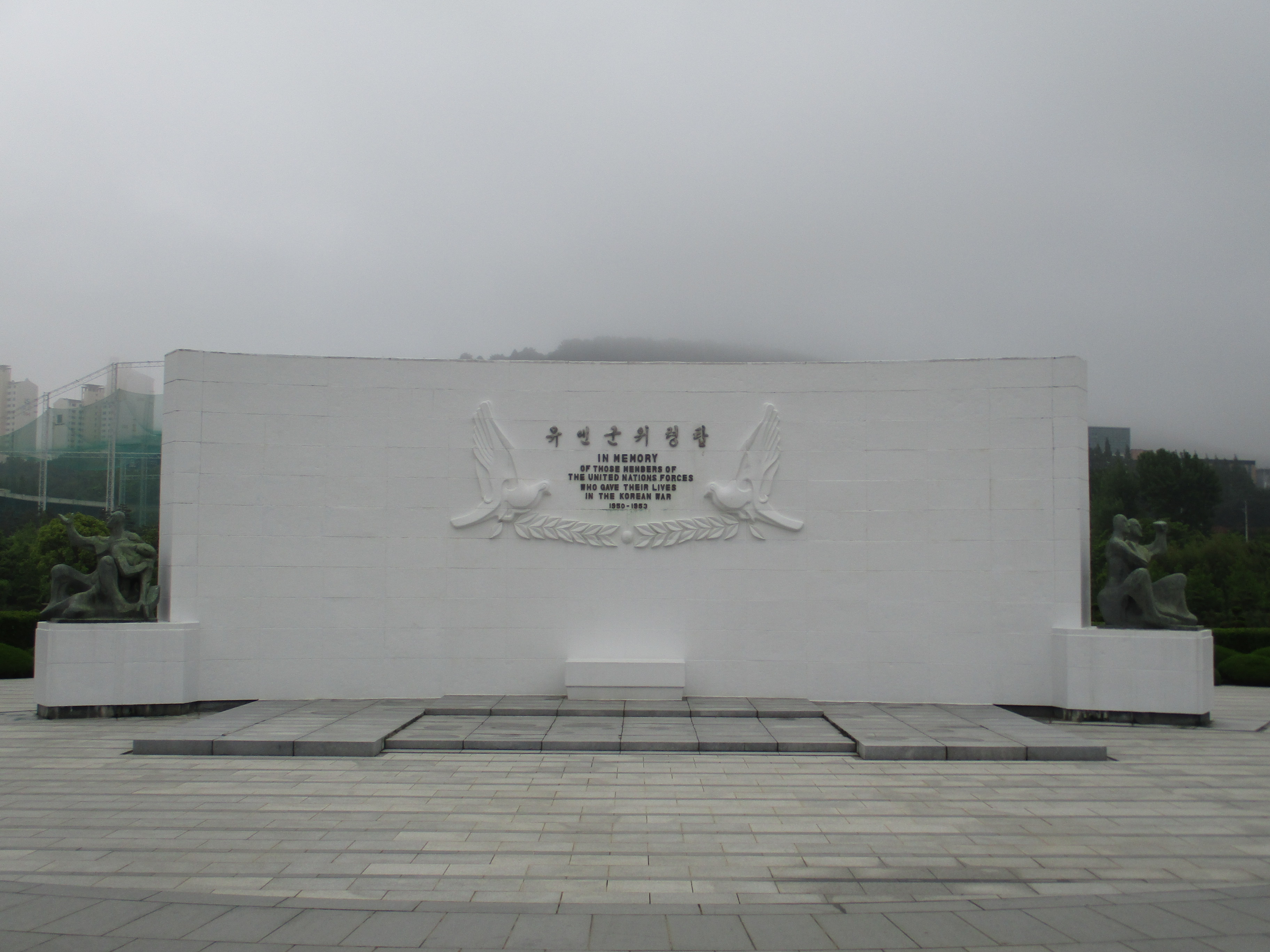
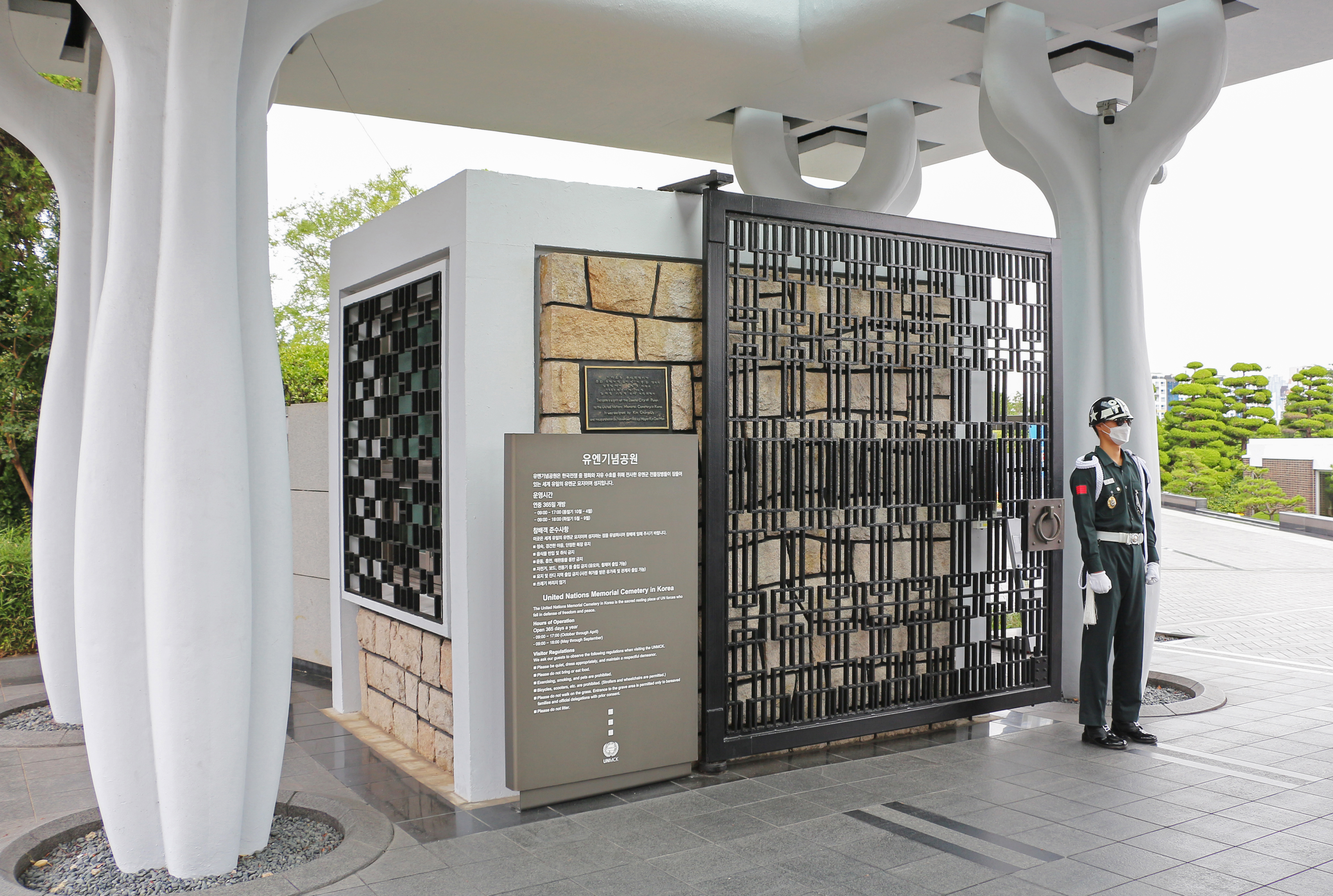
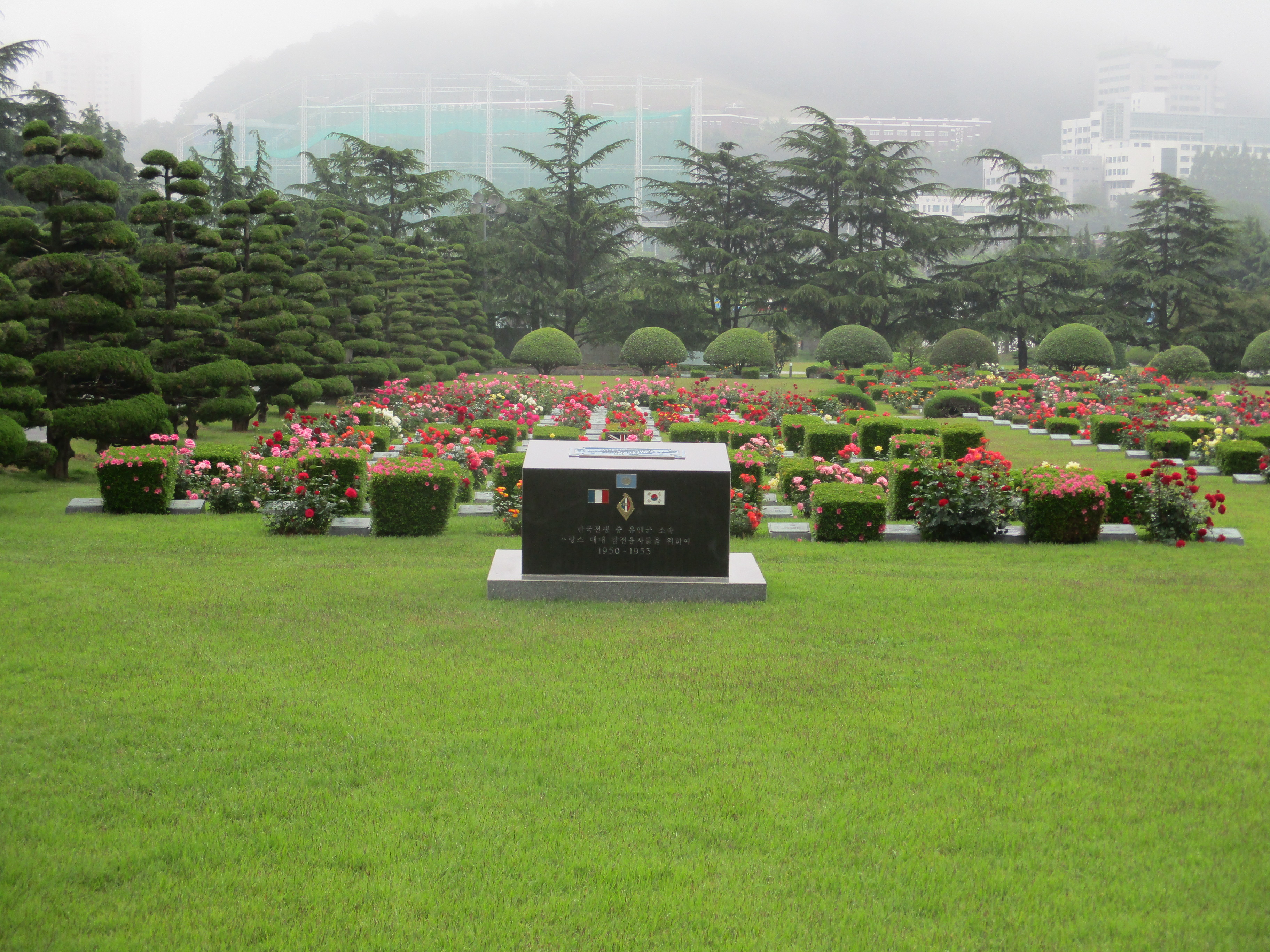
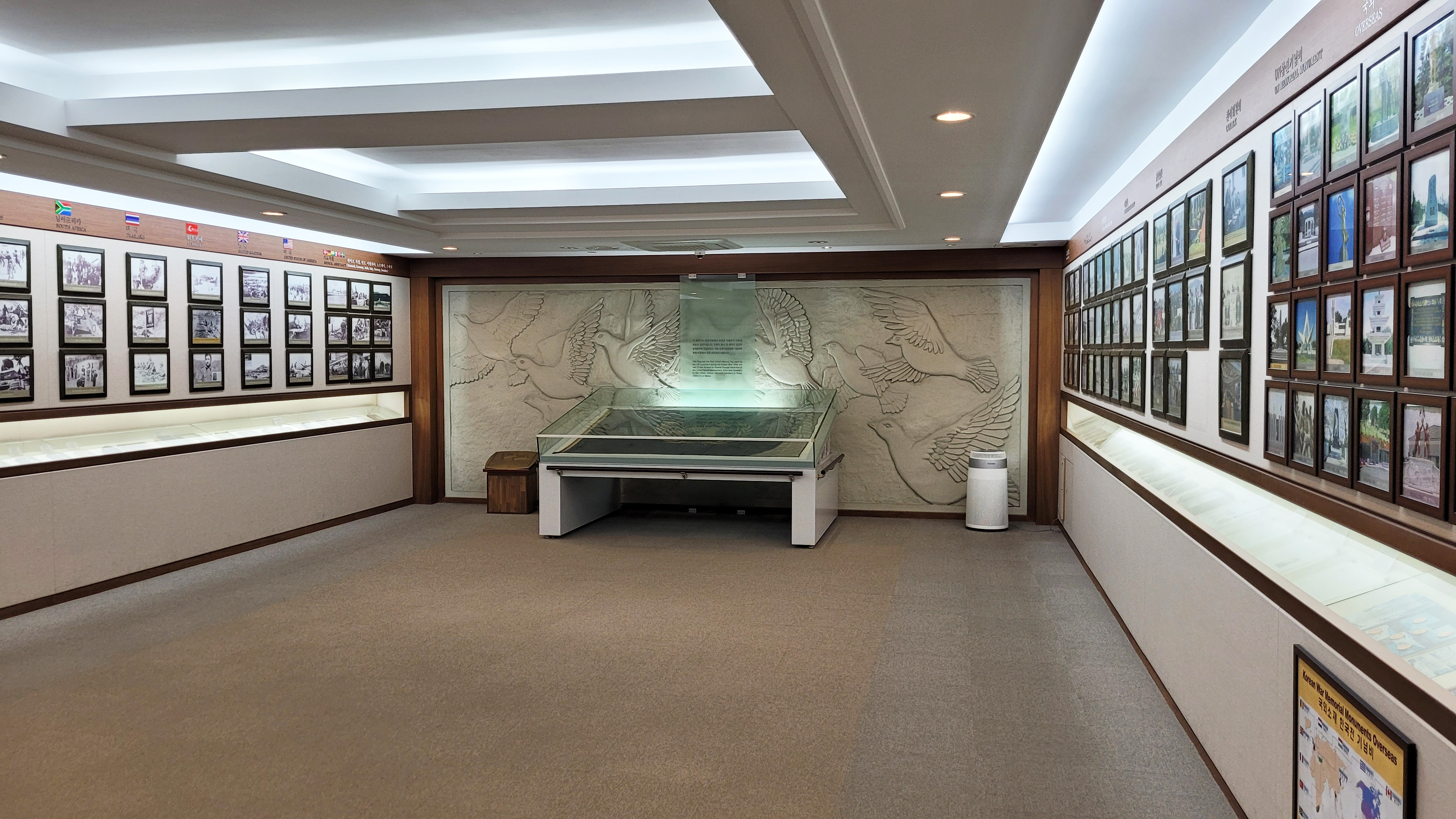

## Tombes
| États            | Nombre de soldats engagés | Morts en Corée | Enterrés au cimetière du mémorial |
| ---------------- | ------------------------- | -------------- | --------------------------------- |
| Australie        | 8 407                     | 346            | 281                               |
| Canada           | 27 000                    | 516            | 378                               |
| France           | 3 760                     | 270            | 44                                |
| Pays-Bas         | 5 320                     | 124            | 117                               |
| Nouvelle-Zélande | 5 350                     | 41             | 34                                |
| Afrique du Sud   | 900                       | 37             | 11                                |
| Turquie          | 14 936                    | 1 005          | 462                               |
| Royaume-Uni      | 56 000                    | 1 177          | 885                               |
| États-Unis       | 1 600 000                 | 36 492         | 36                                |
| Norvège          | 623                       | 3              | 1                                 |
| ONU              | 1 754 400                 | 40 896         | 2249                              |
| Non combattant   | -                         | -              | 11                                |
| Soldats inconnus | -                         | -              | 4                                 |
| Corée du Sud     | -                         | -              | 36                                |
| Total            | -                         | -              | 2 300                             |